# Phare de Nærøysund
Le phare de Nærøysund (en norvégien : Nærøysund fyr)  est un feu côtier de la commune de Vikna, dans le comté et la région de Trøndelag (Norvège). Il est géré par l'administration côtière norvégienne (en norvégien : Kystverket).

## Histoire
Le premier phare a été mis en service en 1904 pour remplacer le phare de Prestøy à Nærøy de l'autre côté du détroit de Nærøysundet (en) qui sépare le continent de l'île d'Inner-Vikna. Cette maison-phare de deux étages a été désactivé en 1984, date à laquelle un nouveau phare automatique a été activé à proximité. Il est situé à environ 2 km au sud-ouest du port de Rørvik.

## Description
Le phare actuel  est une tourelle cylindrique de 14 mètres de haut, avec une galerie et lanterne. La tour est totalement peinte en blanc et le toit de la lanterne est rouge. Son feu à occultations émet, à une hauteur focale de 13 mètres, un éclat (blanc, rouge et vert selon différents secteurs) toutes les 6 secondes. Sa portée nominale est de 12.7 milles nautiques (environ 23.5 km) pour le feu blanc.
Identifiant : ARLHS : NOR-175 ; NF-5515 - Amirauté : L1904 - NGA : 9016 .

### Lien connexe
- Liste des phares de Norvège